# Frederick John Horniman
Frederick John Horniman (8 d'octubre de 1835 - 5 de març de 1906) va ser un comerciant de te anglès i fundador del Museu Horniman de Londres. Va créixer i iure a Croydon, a la zona de Park Hill.

## Biografia
Frederick, nascut a Bridgwater, Somerset, va néixer en una família quàquera, fill de John Horniman, qui va fundar l'empresa Horniman's Tea, un negoci de te que utilitzava envasos mecànics. El 1891, es deia que era la companyia de te més gran del món.
Va fundar el Museu Horniman a Forest Hill, al sud de Londres. El 1901, va donar les 6, ha a la propietat lliure, el museu i les col·leccions d'art i història natural al Consell del Comtat de Londres per a l'ús de la gent de Londres.
Va ser membre del Consell del Comtat de Londres i membre liberal del Parlament de Penryn i Falmouth a Cornualla des de 1895 fins a 1906.
El 1859 es va casar amb Rebekah Emslie (1825–1895). El seu fill Emslie John Horniman (1863–1932) va ser diputat liberal per Chelsea (1906–1910). Va continuar desenvolupant el museu, i va ser un destacat col·leccionista d'art i mecenes per dret propi, que va reconstruir les seves cases a Burford Priory a Oxfordshire (amb Walter Godfrey) i a Garden Corner, Chelsea (a CFA Voysey). La seva filla, Annie Horniman (1860–1937), va treballar al teatre, sent fundadora de l'Abbey Theatre de Dublín.
La seva primera dona va morir el 1895, i el 1897 es va casar amb Minnie Louisa Bennett, amb qui va tenir dues filles.

## Galeria

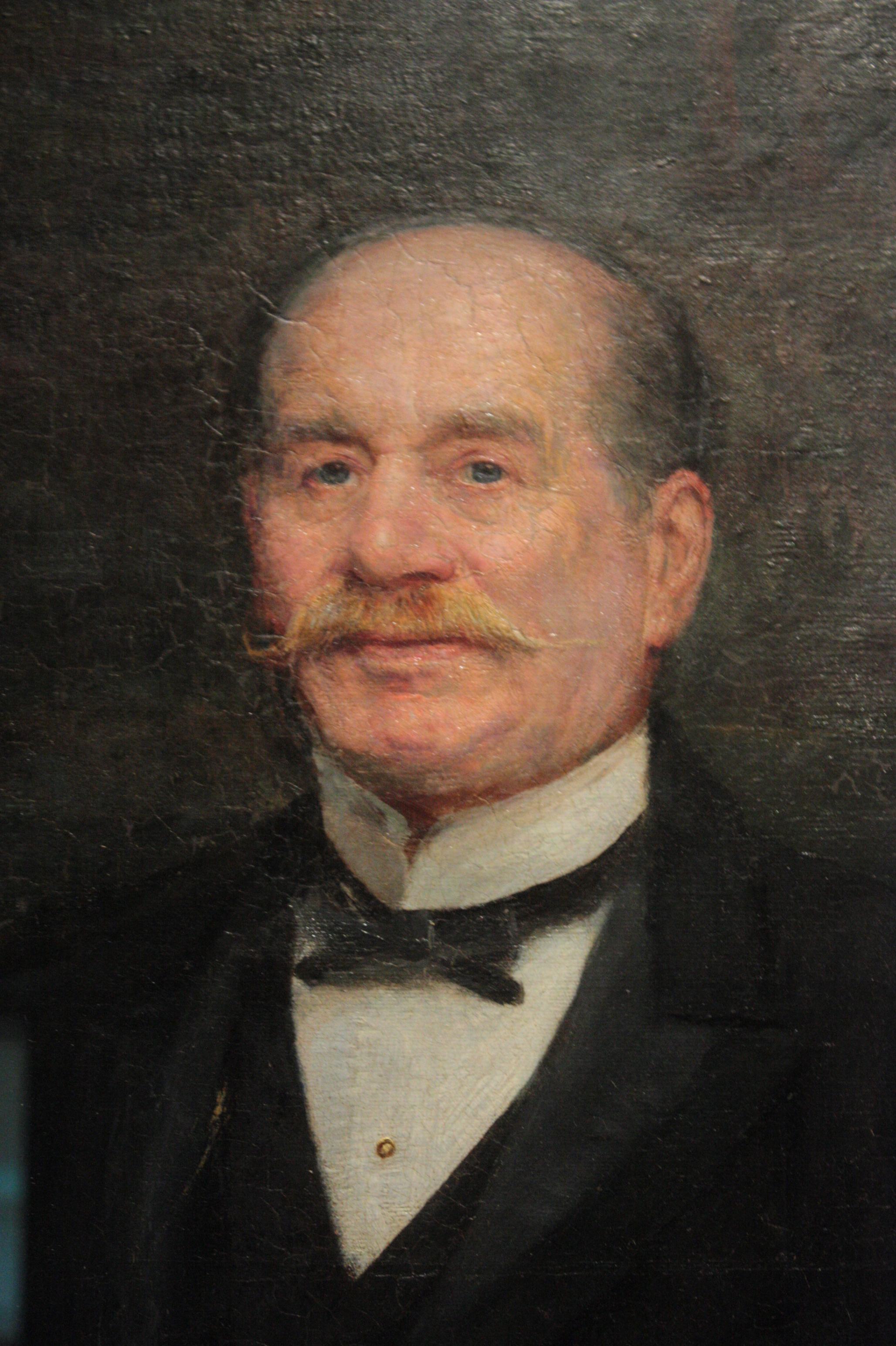
Frederick Horniman de Trevor Haddon (detall)